# Jostein Flo
Jostein Flo, född 3 oktober 1964 i Stryn, är en före detta norsk fotbollsspelare och nuvarande sportschef i Strømsgodset IF. Han har spelat för Stryn, Molde FK, Lierse, Sogndal IL, Sheffield United och Strømsgodset IF. Han spelade 53 landskamper för Norge och gjorde 11 mål.
Han är bror till Tore André Flo och kusin till Håvard Flo, bägge fotbollsspelare. Han har varit sambo med Trine Grung.

## Priser
- Kniksens hederspris 1999 (tillsammans med Nils Johan Semb).[6]